# Harbiye (Defne)
Harbiye ist eine Ortschaft der Provinz Hatay in der Türkei. Politisch ist sie als Mahalle der Gemeinde Defne verfasst, die flächenmäßig dem gleichnamigen İlçe entspricht. 

## Geographie
Die Ortschaft liegt ca. 8 km im Süden von Antakya an der Europastraße 91 (E 91). Diese erreicht nach weiteren 55 km bei Yayladağı die Grenze nach Syrien. Harbiye weist einen für die Gegend vergleichsweise großen Reichtum an Quellen und Gewässern auf und ist daher ein gerne besuchter Ort für Freizeit und Erholung. Seidenraupenzucht ist ein häufig vorkommender Wirtschaftszweig. In der Gegend kommt der Lorbeerbaum häufig vor. Diesem verdankt die Ortschaft ihren antiken Namen Daphne (von altgriechisch δάφνη dáphne, deutsch ‚Lorbeerbaum‘, türkisch defne). Auch der moderne türkische Name der Gemeinde, zu der Harbiye gehört (Defne), leitet sich hiervon ab.

## Geschichte
Die Örtlichkeit ist seit alters her besiedelt. In der Antike befand sich an der Stelle des modernen Harbiye der Villenvorort Daphne der antiken Metropole Antiochien. Bei Ausgrabungen wurden dort Fußbodenmosaiken entdeckt, die sich teilweise im Museum von Antakya befinden.
Harbiye wurde 1939 beim Anschluss der Republik Hatay, die bis dahin zum französischen Mandatsgebiet Syrien gehörte, an die Türkei als Belediye konstituiert. Durch das das Gesetz Nr. 6360 wurde die neue Gemeinde Defne geschaffen und Harbiye, das die Eigenschaft als Belediye verlor, wurde zum Mahalle dieser neuen Gemeinde.